# Cormotypa
Cormotypa is een geslacht van vlinders van de familie sikkelmotten (Oecophoridae), uit de onderfamilie Oecophorinae.

## Soorten
- C. auchmera (Turner, 1917)
- C. balanota (Meyrick, 1889)
- C. balantias (Meyrick, 1908)
- C. campylotis (Meyrick, 1914)
- C. crocias Turner, 1941
- C. chrysoides (Turner, 1917)
- C. dolopis Turner, 1941
- C. drepanephora Turner, 1944
- C. eremnopa (Turner, 1917)
- C. fusca Turner, 1941
- C. homotona (Meyrick, 1884)
- C. innumera (Meyrick, 1889)
- C. leucochrysa Diakonoff, 1954
- C. messoria Meyrick, 1914
- C. metaxantha Turner, 1941
- C. micrastis (Lower, 1900)
- C. micropasta Turner, 1944
- C. mitrocosma Turner, 1941
- C. nigricincta Meyrick, 1921
- C. rhoecosema Turner, 1941
- C. sphodra Turner, 1941
- C. subpunctella (Walker, 1864)
- C. tectifera (Meyrick, 1909)
- C. tetrasticha Turner, 1944
- C. toxeres Turner, 1944
- C. trigonocosma Turner, 1941
- C. xanthopolia Turner, 1941